# GATV 12
GATV 12 (ang. Gemini Agena Target Vehicle 12) – amerykański sztuczny satelita stanowiący zdalny cel dokowania dla załogowej misji Gemini 12. Czwarty z serii statków typu Agena Target Vehicle, który znalazł się na orbicie. Wyniesiony na orbitę w listopadzie 1966 roku.

## Budowa i działanie
W ramach prac nad programem Apollo, jednym z priorytetów stało się opracowanie skutecznych metod zbliżania się do siebie i dokowania dwóch statków na orbicie okołoziemskiej . GATV 12 został zbudowany w oparciu o zmodyfikowany stopień rakietowy Agena D. Do górnej części stopnia rakietowego zamontowano port dokujący, do którego na orbicie miał przycumować statek Gemini 12 . W przedniej części poza portem dokującym, znajdowały się także anteny systemów łączności, które zapewniały łączność z naziemnym centrum sterowania lotów a także zbliżającym się statkiem załogowym. W tylnej części satelity znajdowały się główne i pomocnicze systemy napędowe .

## Misja
Misja rozpoczęła się 11 listopada 1966 roku, kiedy rakieta Atlas SLV-3 Agena D wyniosła z kosmodromu Cape Canaveral Air Force Station satelitę GATV 12 na niską orbitę okołoziemską . Po znalezieniu się na orbicie satelita otrzymał oznaczenie COSPAR 1966-103A . 
Start nastąpił 100 minut przed wystrzeleniem na orbitę statku Gemini 12. Podczas lotu na orbitę docelową, na jedną sekundę spadło ciśnienie w komorze spalania głównego silnika GATV 12. Nie spowodowało to zmian w trajektorii lotu, jednak ze względów bezpieczeństwa zrezygnowano z planowanych manewrów z wykorzystanie tego silnika, w tym zwiększenia orbity po połączeniu z Gemini 12 . Po 3 godzinach i 46 minutach od startu Gemini 12 zbliżył się do GATV 12 i po kolejnych 28 minutach połączył się z nim . Podczas trwającego ponad dwie godziny pierwszego spaceru kosmicznego, Buzz Aldrin połączył oba statki 30 metrowym elastycznym przewodem . Gemini 12 następnie odcumował od GATV i zaczął go okrążać, mimo że przewód nie był naprężony astronauci odnieśli wrażenie że to połączenie stabilizowało oba pojazdy. Po 4,5 godzinach zakończono eksperyment i odłączono przewód łączący oba satelity . 
Po zakończonej sukcesem misji GATV 12 spłonął w górnych warstwach atmosfery 23 grudnia 1966 roku .